# De doctrina Christiana
De Doctrina Christiana är en teologisk och retorisk boksamling skriven av Augustinus av Hippo. Boksamlingen består av fyra böcker. De tre första publicerades mellan åren 396 och 397 e.Kr. och försöker besvara hur Bibeln bör tolkas genom språkanalys. Den fjärde boken publicerades mellan åren 426 och 427 e.Kr., tre år före hans död, och går igenom hur tolkningen av Bibeln bör undervisas. Boksamlingen har kallats för den första kristna manualen i retorik och även den mest inflytelserika och värdefulla boksamlingen inom humanistisk retorik. 
Boksamlingen var på många sätt en metod för Augustinus, en lärd retoriker, att bevara retoriken, en hednisk konst ur kristet perspektiv, åt den växande kristna världen. Enligt honom var retorik en nödvändighet för att fortsätta spridningen av kristendom och för att kunna försvara religionen mot motsägande åsikter och andra religioner.

## Historisk kontext
Augustinus var född i Tagaste (nuvarande Souk Ahras) i Nordafrika, nära Kartago. Området var under romerskt styre, men riket höll på att kollapsa. Kristendomens inflytande höll på att sprida sig till alla hörn av imperiet och dess hårda ståndpunkt mot hedniska konster, kulturer och religioner kom med. 391 e.Kr. blev hedendom officiellt olaglig i Rom, vilket var ett hot mot retorikens fortsätta överlevnad. Augustinus, en professor i retorik, biskop och kyrkofader, motsatte sig retorikens försvinnande och försökte kombinera dess konst med den kristna tron. Han gjorde detta genom att skriva boksamlingen De doctrina Christiana.

## Sammanfattning
I bok 1 skriver Augustinus om skillnaden mellan saker (res) och tecken (signa). Ett tecken är något som får oss att tänka på mer än vad saken förmedlar till våra sinnen, medan en sak är vad det bokstavligen är. En del argumenterar att allt är både en sak och ett tecken, eftersom allt är något och får oss att tänka, och med det pekar, på något annat.
I bok 2 skriver Augustinus att världen är uppdelad i två breda kategorier: saker och tecken som pekar till saker. Han går in på hur viktigt det är att tolka alla tecken korrekt, eftersom okunnighet om saker (res) leder till misstolkningar. Detta inkluderar språkkunnighet och generella kunskaper.
I bok 3 går Augustinus in på hur en exeget bör tolka tvetydig skrift. Ett flertal metoder nämns och det förklaras hur man kan undvika tvetydighet och dunkel.
I bok 4 tar Augustinus upp mer traditionella retoriska problem som bör beaktas när en kristen ska lära ut Bibelns innehåll.